# Litopus argentatus
Litopus argentatus är en skalbaggsart som beskrevs av Schmidt 1922. Litopus argentatus ingår i släktet Litopus och familjen långhorningar.
Artens utbredningsområde är Moçambique. Inga underarter finns listade i Catalogue of Life.